# 江崎孝
江﨑 孝（えさき たかし、1956年8月11日 - ）は、日本の政治家、立憲民主党所属の元参議院議員（2期）。
自治労の組織内候補。

## 来歴
福岡県三橋町（現：柳川市）生まれ。現在は東京都在住、福岡県立伝習館高等学校、法政大学社会学部卒業。
1979年、三橋町役場に就職。在職中から労働組合運動に参加し、1991年より三橋町役場職員労働組合書記長を務める。2004年より自治労福岡県本部書記長、2007年より自治労中央本部労働局長。その後、自治労中央本部特別執行委員（公務員制度改革担当）を務める。
2010年の第22回参議院議員通常選挙では、自治労の組織内候補であった高嶋良充の引退に伴い、民主党公認で比例区から出馬し、初当選した。
2016年の第24回参議院議員通常選挙でも比例区から出馬し再選。
2017年9月の民進党代表選挙では菅直人や有田芳生らとともに枝野幸男の推薦人となった。
2017年12月、民進党を離党して立憲民主党に入党する意向であることが報じられ、22日、民進党に離党届を提出するとともに立憲民主党に入党届を提出した。連合の組織内候補で立憲民主党への移籍を表明したのは江崎が初めてで、これにより立憲民主党は参議院で通常国会における代表質問などが可能になる議員数5人を確保する見通しとなった。12月25日、民進党は離党届を受理し、12月26日、立憲民主党は江崎の入党を承認した。
2022年の第26回参議院議員通常選挙に立候補せず議員を引退した。

## 政策・主張
- 選択的夫婦別姓制度の導入に賛成[17][18]。
- 永住外国人の地方参政権を認めることに賛成[18]。
- 外国人労働者の受け入れを進めることについてはどちらとも言えない[18]。
- 首相が靖国神社に参拝することに反対[18]。
- 他国からの攻撃が予想される場合には先制攻撃もためらうべきではないことにどちらかと言えば反対[18]。
- 北朝鮮に対しては対話よりも圧力を優先することにどちらかと言えば反対[18]。
- TPPを速やかに批准すべきであることにどちらかと言えば反対[18]。
- 男性同士、女性同士の結婚を法律で認めることに賛成[18]。
- 道徳教育をもっと充実させることに反対[18]。
- 原子力規制委員会の審査に合格した原子力発電所は運転を再開すべきであることに反対[18]。
- 企業に課す法人税率を引き下げることに反対[18]。
- 治安を守るためにプライバシーや個人の権利が制約されることに反対[18]。
- 公共事業による雇用確保についてはどちらとも言えない[18]。
- 所得や資産の多い人に対する課税を強化することにどちらかと言えば賛成[18]。
- 仕事の内容が同じならば、正社員であるかどうかとは関係なく、給料も同じにすべきことに賛成[18]。
- 長期的には消費税率が10%よりも高くなるのはやむをえないことにどちらかと言えば賛成[18]。
- 被選挙権を得られる年齢を引き下げることにどちらかと言えば反対[18]。

## 活動
- 2013年3月14日、参議院議員会館（東京・永田町）開催の「排外・人種侮蔑デモに抗議する国会集会」を呼びかけた[19]。
- 2013年4月25日、「『高校無償化』制度の朝鮮学校への即時適用と補助金復活を求める院内集会」に社民党幹事長の又市征治参院議員、社民党政策審議会長の吉田忠智参院議員、民主党の江崎孝、田城郁、有田芳生参院議員、社民党の吉川元衆院議員、日本未来の党の阿部知子参院議員で参加し朝鮮学校に「無償化」をこれからも働きかけることを表明した[20]。
- 2013年4月18日、憲法改正に反対する超党派の議員連盟「立憲フォーラム」の立ち上げに参加し、同議連の事務局長に就任[21]。一方で、2014年6月9日の参議院決算委員会の質疑においては、憲法解釈の変更による集団的自衛権の行使容認を推し進める安倍晋三首相に対し、憲法解釈の変更ではなく憲法改正の発議により集団的自衛権行使の是非について、自衛官も含めた民意を問うよう主張した[22]。
- 2016年1月8日の参院本会議を欠席し、福岡市内で開かれた部落解放同盟福岡県連の会合に出席した[23]。産経新聞の取材に江崎は「本会議に出ないのは悪いとは思ったが、（会合の主催者側から）求められたので出席した」と述べた[23]。
- 2017年10月の第48回衆議院議員総選挙において、民進党が立候補予定者を希望の党に合流させて全力支援する方針を決定したのに対し[24]、希望の党の政策に反発した枝野幸男らは立憲民主党を結成したが[25][26]、民進党参議院議員であった江崎は立憲民主党に対し議員事務所を暫定的に選対に提供するなど[27]、立憲民主党の結党に深く関わった[28]。

## 所属団体等
- 立憲フォーラム事務局長
- 消防政策議員懇談会事務局長
- 民進党消防団支援議員連盟副代表
- 公営競技政策議員懇談会事務局長
- 運輸労連政策推進議員懇談会事務局長
- 「官製ワーキングプア」問題解消促進議員連盟事務局長代理

## 人物
- 趣味はサッカー。
- 好きな言葉は「深い川は静かに流れる」